# 세인트앤서니 폭포

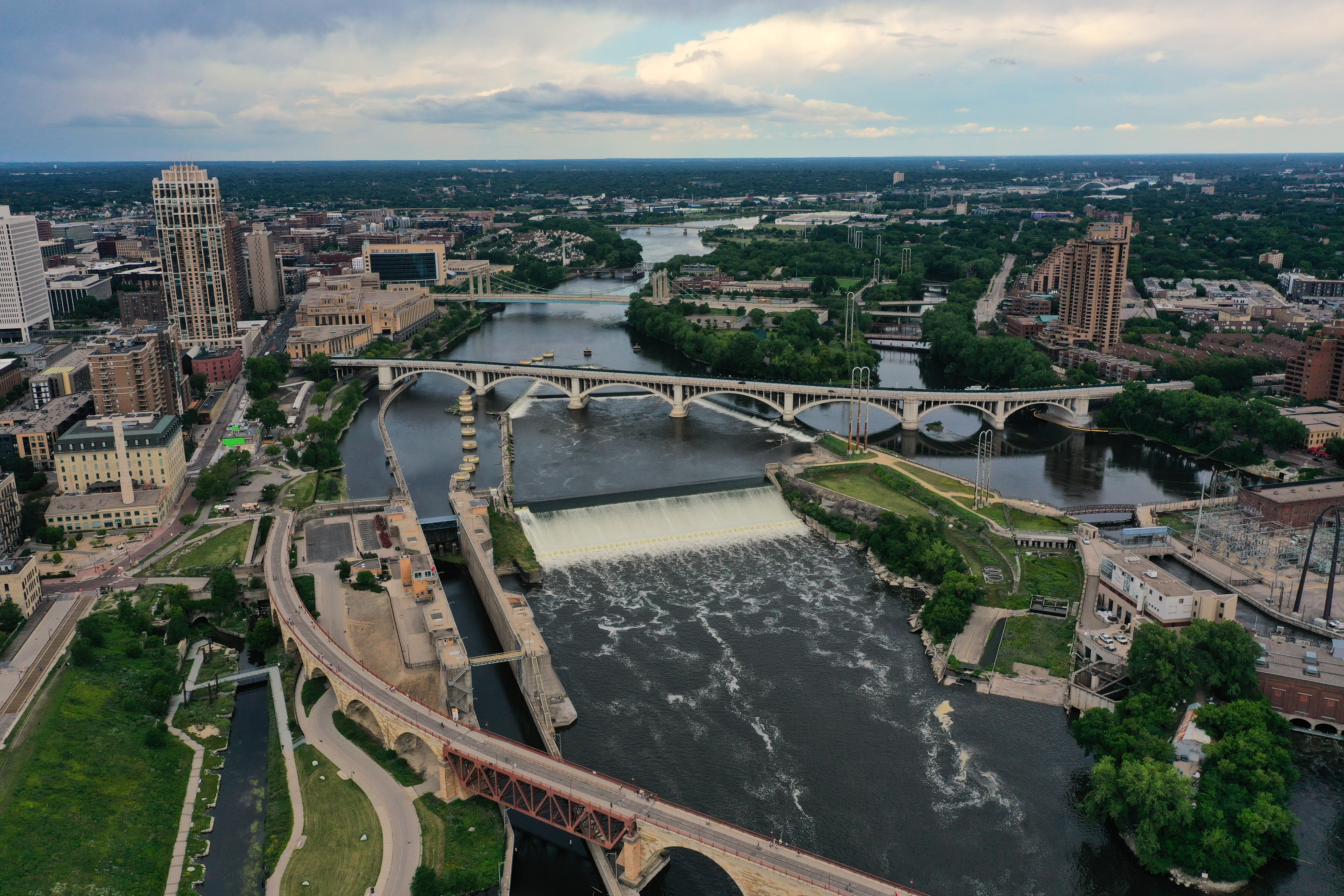

세인트앤서니 폭포(Saint Anthony Falls)는 미네소타주 미니애폴리스 시내 북동쪽 가장자리에 위치하며 미시시피강의 유일한 천연 주요 폭포이다. 1800년대 중후반에 걸쳐 미니애폴리스 시의 성장을 촉발한 제분 산업을 지원하기 위해 폭포의 동쪽과 서쪽 표면 위에 다양한 댐이 건설되었다. 1880년에는 폭포의 상류 침식을 막기 위해 폭포의 중앙면을 경사진 목재 앞치마로 보강했다. 1950년대에 앞치마를 콘크리트로 재건축했는데, 이것이 오늘날 폭포에서 가장 눈에 띄는 부분을 이루고 있다. 상류 지점까지 항해를 확장하기 위해 1950년대와 1960년대에 일련의 수문이 건설되었다.
폭포의 이름은 1680년 루이스 헤네핀(Louis Hennepin) 신부가 그의 수호성인인 안토니오 디 파도바의 이름을 따서 "다코타"로 변경되었다. 폭포의 동쪽과 서쪽에 각각 개발된 세인트 앤서니와 미니애폴리스 마을은 제분 작업에 폭포의 힘을 최대한 활용하기 위해 1872년에 합병되었다. 1880년부터 1930년경까지 미니애폴리스는 "세계 제분의 중심지"로 알려졌다.
오늘날 폭포는 서드 애비뉴 브리지(3rd Avenue Bridge) 바로 하류에 위치한 방수로, 상부 댐 및 수문과 I-35W 세인트앤서니 폴스 브리지(Saint Anthony Falls Bridge) 바로 상류에 있는 로어 록(Lower Lock) 및 댐으로 정의된다. 이 수문은 미시시피 강 상류 9피트 항법 프로젝트의 일부로 건설되었다. 폭포 주변 지역은 세인트앤서니 폭포 역사 지구(St. Anthony Falls Historic District)로 지정되어 있으며 지역의 과거를 설명하는 표지판이 있는 2.9km 길이의 셀프 가이드 산책로가 있다.

## 같이 보기
- I-35W 미시시피강 다리